# Zuben
Zuben ist eine Ortschaft der Gemeinde Langrickenbach im Bezirk Kreuzlingen des Kantons Thurgau in der Schweiz.
Zuben bildete von 1803 bis 1997 eine Ortsgemeinde der Munizipalgemeinde Langrickenbach. Am 1. Januar 1998 fusionierte die Ortsgemeinde zur politischen Gemeinde Langrickenbach.

## Geographie
Zuben liegt auf dem Seerücken an der Landstrasse Konstanz–Amriswil.

## Geschichte

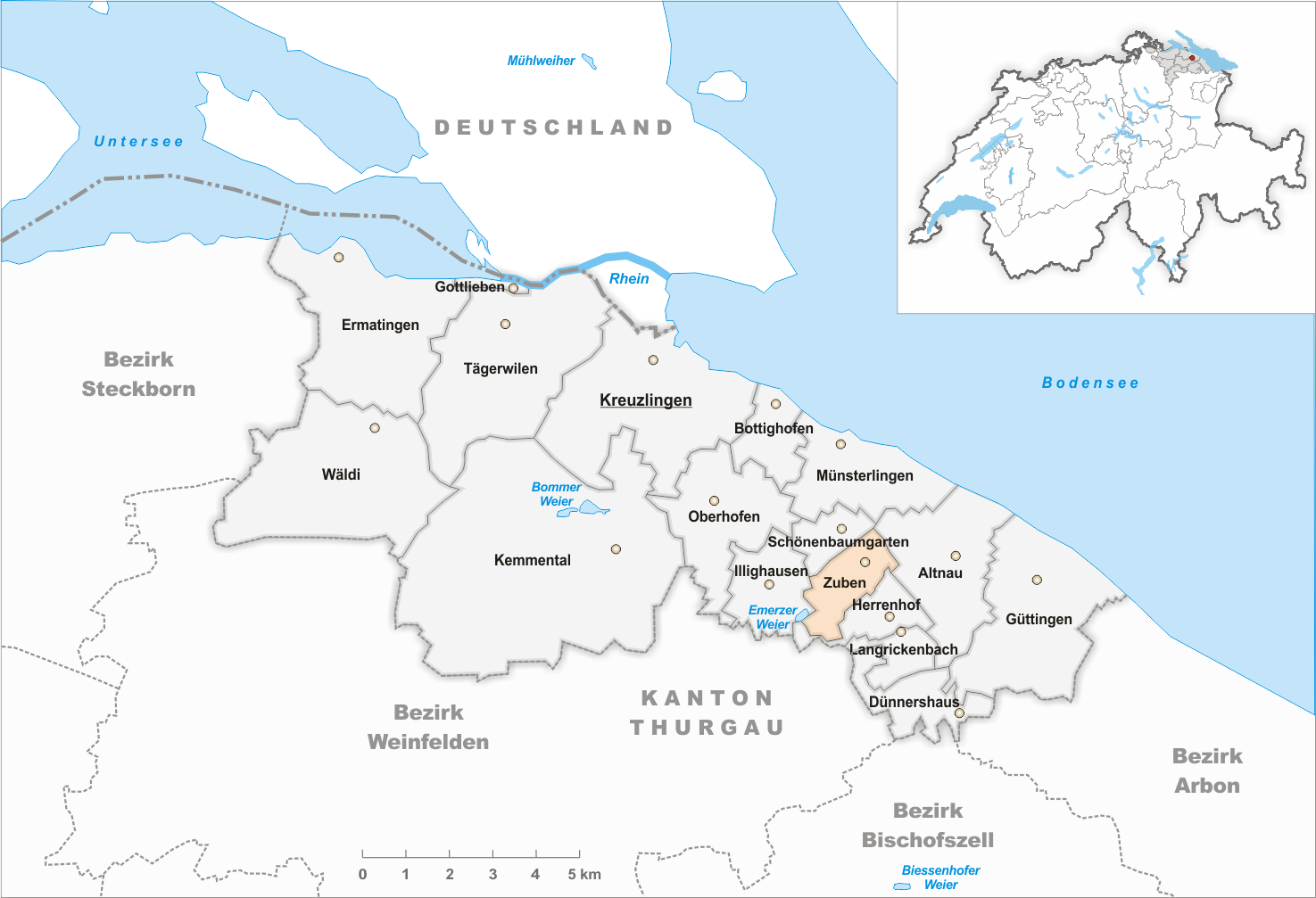
Gemeindestand vor der Fusion im Jahr 1998

Zuben wurde 1283/93 als Zubun erstmals urkundlich erwähnt. Im Mittelalter gehörte Zuben zum Kloster Münsterlingen, wobei ein Teil in den Besitz des Bischofs von Konstanz gelangte, der diesen als Lehen dem Kloster St. Gallen überliess. Ab 1748 war es im Besitz des Klosters. Ein anderer Teil gehörte zur äbtisch-sankt-gallischen Gerichtsherrschaft Herrenhof, zwei Häuser waren bis 1798 Teil des sogenannten Hohen Gerichts, das dem eidgenössischen Landvogt unterstand. Kirchlich teilte Zuben stets das Schicksal der Pfarrei Altnau.
Im Dorf wurden Acker- und Obstbau sowie ab Mitte des 19. Jahrhunderts auch Milchwirtschaft betrieben. 1859 erfolgte die Gründung einer Käsereigenossenschaft. Zwischen 1529 und 1825 wird eine Mühle erwähnt. 1883 bis 1913 war die Maschinenstickerei verbreitet, die im Jahr 1895 33 Personen beschäftigte. Zuben ist durch eine gemeinsame Schulgemeinde und Korporationen eng mit Schönenbaumgarten verbunden. 2009 wurde die Schule Zuben aufgehoben.

## Bevölkerung
| Jahr         | 1850  | 1900  | 1950  | 1990  | 2000  | 2010  | 2018  | 2023  |
| Ortsgemeinde | 212   | 213   | 178   | 167   |       |       |       |       |
| Ortschaft    |       |       |       |       | 191   | 229   | 343   | 370   |
| Quelle       | [ 3 ] | [ 3 ] | [ 3 ] | [ 3 ] | [ 4 ] | [ 5 ] | [ 2 ] | [ 6 ] |

Von den insgesamt 370 Einwohnern der Ortschaft Zuben am 31. Dezember 2023 waren 76 bzw. 20,5 % ausländische Staatsbürger. 124 (33,5 %) waren evangelisch-reformiert und 99 (26,8 %) römisch-katholisch.

## Bilder

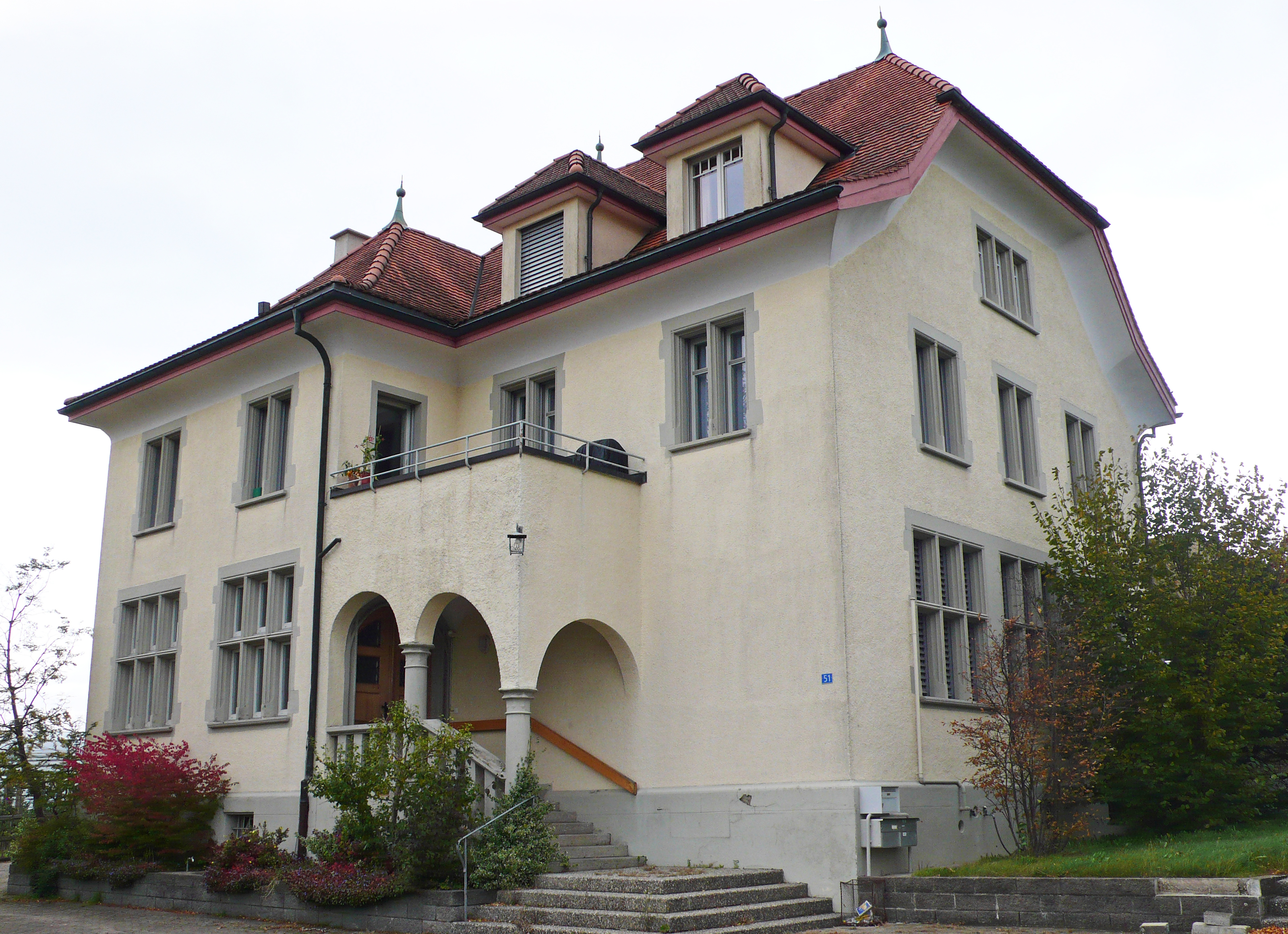
Schulhaus
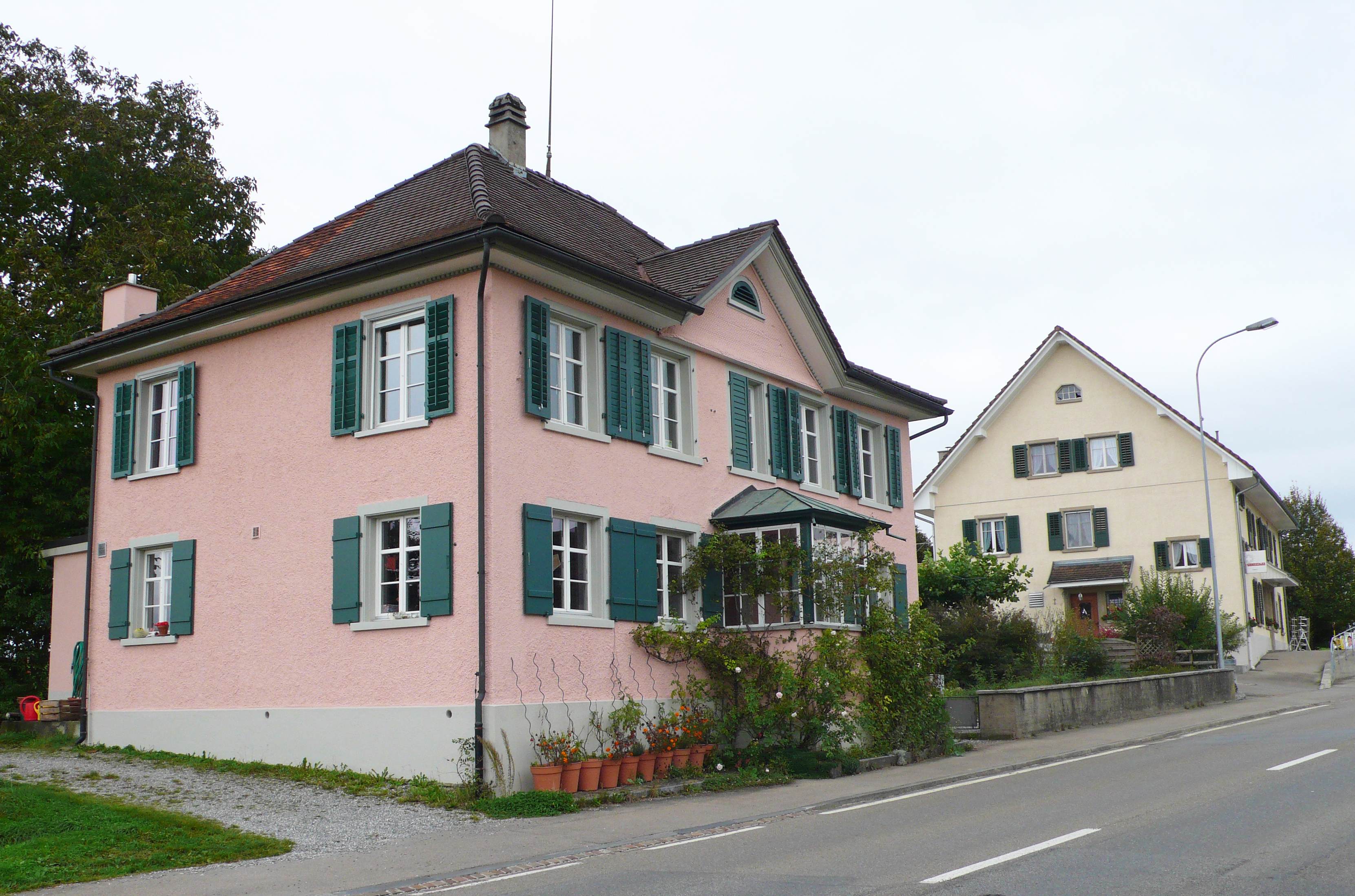
Alte Post und rechts Käserei
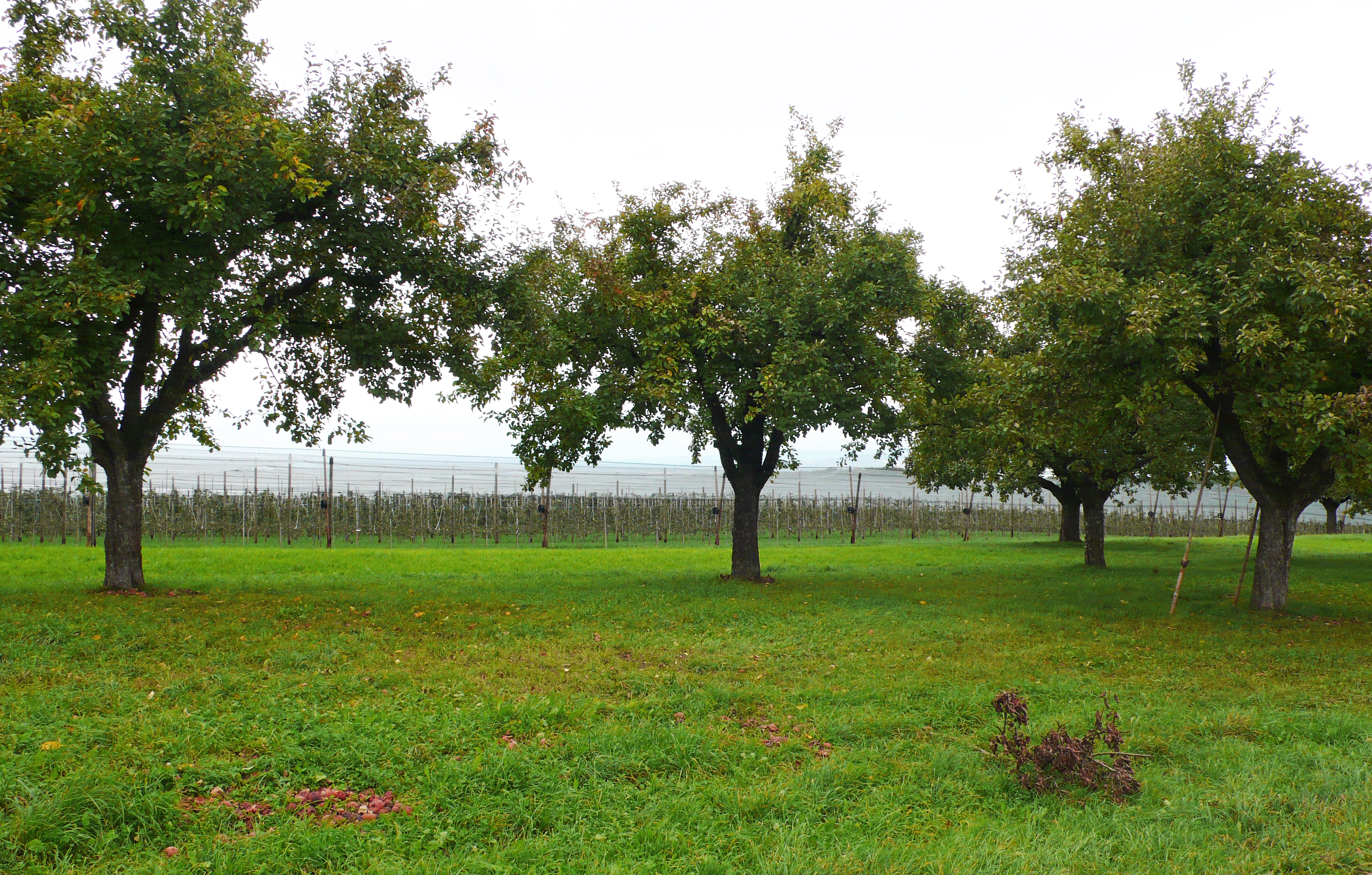
Hoch- und Niederstammapfelbäume